# Święty Jan Chrzciciel ze świętym Franciszkiem (wersja barcelońska)
Święty Jan Chrzciciel ze świętym Franciszkiem – obraz hiszpańskiego malarza greckiego pochodzenia Dominikosa Theotokopulosa, znanego jako El Greco.
Postać świętego Franciszka towarzyszyła malarzowi przez niemal wszystkie lata jego twórczości. Początkowo ukazywał go w ekstazie, pochłoniętego żarliwą modlitwą (Święty Franciszek) lub z artefaktami i stygmatami (Ekstaza świętego Franciszka). Pod koniec XVI wieku Franciszka zaczął przedstawiać w towarzystwie innych świętych. W 1595 roku ukończył obraz Święci Andrzej i Franciszek, pięć lat później przedstawił Franciszka wraz z Janem Ewangelistą. Z tego samego okresu pochodzi prawdopodobnie wersja z barcelońskiego muzeum Museu Nacional d’Art de Catalunya, gdzie Franciszek występuje w towarzystwie Jan Chrzciciela, identycznie przedstawionego jak na ołtarzu kościoła bernardynów Santo Domingo de Silos w Toledo (Jan Chrzciciel).

## Opis obrazu
Tak jak na wszystkich wersjach św. Franciszek ukazany został po prawej stronie, z profilu, ubrany w tradycyjny zakonny habit. Dłonie duchownego zostały namalowane w bardzo charakterystyczny sposób: prawa dłoń przyłożona jest do piersi w geście posłuszeństwa, długie palce są szeroko rozłożone, a dwa zewnętrzne są wyraźnie rozchylone. Lewa dłoń ułożona jest w otwartym geście skierowanym do Jana. Na obu dłoniach widoczne są stygmaty. Po lewej stronie stoi Jan Chrzciciel. Jego naga postać z wyraźnie zarysowaną anatomią o anachoretycznym ciele, wskazuje na bliskie związki artysty ze sztuką flamandzką. Realistycznie odtworzone elementy anatomiczne: wielkie stopy, ręce o wypukłych żyłach, chude ramiona z twardymi mięśniami, szeroka wklęsła pierś, obojczyki tworzące ciemne ramy przy potężnej szyi mogą wskazywać, iż El Greco posiłkował się rzeczywistym anonimowym modelem.
Pomiędzy postaciami El Greco maluje baranka, artefakt Jana, który zdecydowanie rozdziela dwie postacie co jest nowym elementem kompozycyjnym w porównaniu do innych wersji z Franciszkiem i świętymi.